# Пелях, Мечислав Александрович
Мечислав Александрович Пелях (25 ноября 1904, Севастополь, Таврическая губерния — 17 февраля 1981, Кишинёв) — советский учёный в области виноградарства, доктор сельскохозяйственных наук с 1971 года, профессор с 1973 года, заслуженный деятель науки Молдавской ССР с 1980 года.

## Биография
Родился 25 ноября 1904 года в Севастополе. В 1935 году окончил Дагестанский сельскохозяйственный институт. В 1935—1956 годах сотрудник ряда научно-исследовательских институтов СССР, заместитель директора Всесоюзного научно-исследовательского института виноградарства и виноделия «Магарач». В 1956—1964 годах заместитель директора по науке Молдавского научно-исследовательского института садоводства, виноградарства и виноделия. В 1964—1976 годах доцент, затем профессор кафедры планирования и организации сельскохозяйственного производства Кишиневского сельскохозяйственного института имени Н.В. Фрунзе.
Умер в Кишинёве 17 февраля 1981 года.

## Научная деятельность
Проводил научно-исследовательскую работу по организации виноградарства и садоводства, изучал историю культуры винограда в СССР, историю развития виноградарства и виноделия Молдовы, разработал методы экономической оценки сортов винограда и прочее. Автор более 140 работ, из которых 35 книг и брошюр. Среди них:
- История культуры винограда в СССР. — В кн.: X международный конгресс по виноградарству и виноделию (Тбилиси, 13-18 сент., 1962) Доклады и сообщения. - Москва, 1962, сб. 2;
- История виноградарства и виноделия Молдавии. - К., 1970;
- Дикорастущий виноград Молдавии. - К., 1971 (в соавторстве с З. В. Янушевич);
- Рассказы о винограде. - 2-е изд. - К., 1974;
- Рассказы о вине. - К., 1979;
- Справочник виноградаря. - 2-е изд. - Москва, 1982;
- Рассказы о виноградарях и виноделах. - К., 1982 (в соавторстве с Н. С. Охременко).